# Tour Emperador Castellana (Madrid)
La tour Emperador Castellana (en espagnol : Torre Emperador Castellana) ou simplement tour Emperador, est un gratte-ciel de bureaux situé dans le Cuatro Torres Business Area à Madrid en Espagne. Elle se nommait tour Espacio jusqu'en septembre 2021.

## Historique
La tour est construite entre 2004 et 2007 par l'entreprise Obrascón Huarte Lain (OHL) sur les plans de l'architecte Henry N. Cobb,7 membre du cabinet Pei Cobb Freed & Partners, fondé par Ieoh Ming Pei.
En 2015, les propriétaires initiaux, le groupe Villar Mir et OHL vendent l'édifice pour 558 millions d'euros au groupe philippin Emperador.
Le 23 septembre 2021, le groupe Emperador décide de changer le nom de la tour Espacio en tour Emperador Castellana.

## Occupants
La tour abrite les bureaux d'entreprises comme Espacio S.L., OHL, Fertiberia, Ferroatlántica, ainsi que les ambassades d'Australie, du Canada, des Pays-Bas et du Royaume-Uni.